# 新特羅伊茨凱區

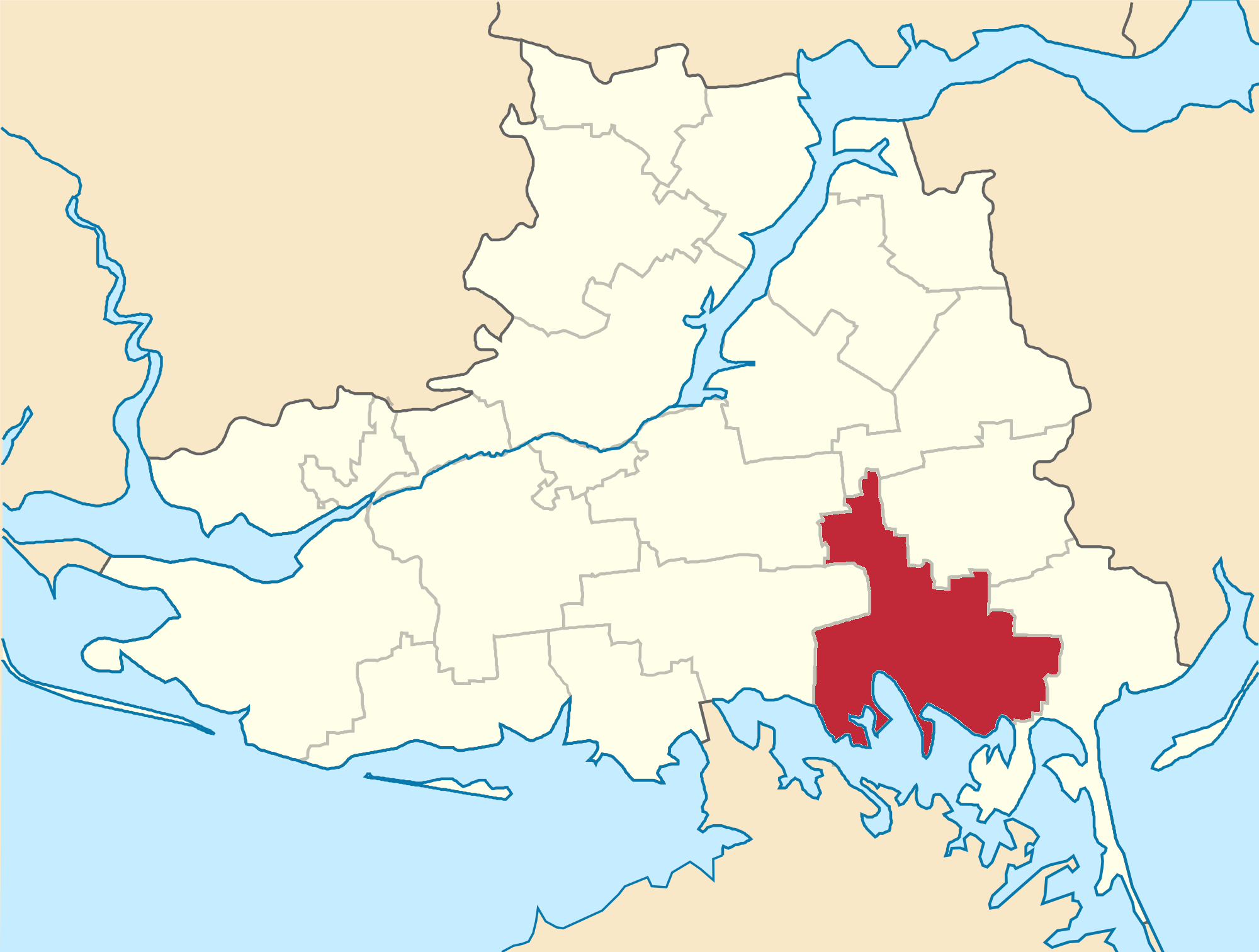
撤销前新特羅伊茨凱區在赫爾松州的位置

新特羅伊茨凱區（烏克蘭語：Новотроїцький район）是烏克蘭南部赫爾松州的一個旧區，行政中心为新特羅伊茨凱，面積2,298平方公里，2012年人口36,643，人口密度每平方公里15.95人。
该区在2020年7月18日的乌克兰行政区划改革中被撤销，改革后赫尔松州下分为5个区。新特羅伊茨凱區的范围并入海尼切斯克區。